# Едуар Филип
Едуард Чарлз Филип (на френски: Édouard Charles Philippe) е френски адвокат и политик, член на френското национално събрание, кмет на Льо Хавър (2010 – 2017), министър-председател на Франция от 15 май 2017 до 3 юли 2020 г.

## Биография
Роден е на 11 ноември 1970 г. в Руан (департамент Сена-Сена). През 1992 г. завършва Института за политически изследвания „Sciences Po“ в Париж, а през 1996 г. – Националното училище по администрация. Започва кариерата си във Френския държавен съвет, където се занимава с обществени поръчки.
Докато все още учи в Science Po, Едуар Филип се присъединява към социалистическата партия и участва в политическата кампания на тогавашния министър-председател Мишел Рокар. Тогава политическите му възгледи се изместват вдясно. През 2001 г. той е включен в дясната листа на Антоан Рюфенаша на общинските избори в Льо Хавър, а след победата заема поста на един от заместник-кметовете. През 2002 г. се опитва да се кандидатира за френското национално събрание в 8-и избирателен район, но не успява. През същата година по покана на Ален Жупе участва активно в създаването на партията „Съюз за народното движение“.
През 2008 г. Едуар Филип е избран за член на Генералния съвет на департамента Сена-Сена от кантона Льо Хавър 5. През същата година той отново е назначен за заместник-кмет на Льо Хавър и отговаря за икономическото развитие и пристанищната работа, заетостта, професионалното обучение, образованието и международните отношения. През 2009 г. става заместник-кмет по градско развитие, градска инфраструктура и развитие на пристанищата. След оставката на Антоан Рюфенаша на 24 октомври 2010 г. е избран за кмет на Льо Хавър. От 2007 г. е заместник-депутат от френското национално събрание в 7-и избирателен район на морския департамент на Жан-Ив Бесел. След смъртта на Бесел през март 2012 г. той официално заема своето място, но не участва в работата на Народното събрание. На редовните избори, проведени през юни същата година, той става десен кандидат в 7-и избирателен район и е избран за депутат. През март 2014 г., воден от Едуар Филип, дясната коалиция печели 1-ви тур на общински избори в Льо Хавър и той остава кметския си пост.

## Министър-председател
На 15 май 2017 г. с решение на Еманюел Макрон е назначен за министър-председател на Франция. На 11 и 18 юни 2017 г. се провеждат два кръга на парламентарните избори, в резултат на които Социалистическата партия, която преди това държи мнозинството в Народното събрание, претърпява поражение. На 19 юни президентът Макрон възлага на Филип да сформира ново правителство и неговият състав е обявен вечерта на 21 юни. На 31 октомври 2017 г. Републиканското политическо бюро решава да изгони от партията членове на настоящото правителство, включително и Едуард Филип. На 3 октомври 2018 г. Филип поема задълженията на министъра на вътрешните работи на кабинета си след оставката на Джерард Колон.